# ببر سوماترایی
ببر سوماترایی (نام علمی: Panthera tigris sumatrae) زیرگونه‌ای از گونه ببر است که در جزیره اندونزیایی سوماترا یافت می‌شود. جمعیت این زیرگونه بین ۴۰۰ تا ۵۰۰ قلاده تخمین زده شده‌است که بیشتر در پارک‌های ملی سوماترا دیده می‌شوند.